# Garten (Virginia Occidental)
Garten es un lugar designado por el censo ubicado en el condado de Fayette en el estado estadounidense de Virginia Occidental. En el Censo de 2020 tenía una población de 204 habitantes y una densidad poblacional de 187,16 habitantes por km². Fue incluido como CDP en el censo de 2020.
Se encuentra en el centro del condado, a 4 km de Fayetteville, la sede del condado.

## Geografía
Garten se encuentra ubicado en las coordenadas 38°2′4″N 81°4′36″O / 38.03444, -81.07667. Según la Oficina del Censo de los Estados Unidos, tiene una superficie total de 1,09 km², todos correspondientes  a tierra firme.